# Aeropuerto Puerto Bolívar
El Aeropuerto Puerto Bolívar (OACI: SKPB) es un aeropuerto de carácter regional ubicado en el municipio de Uribia, el cual le brinda servicio a Puerto Bolívar (La Guajira), Colombia.

## Destinos
- Satena
  - Barranquilla / Aeropuerto Internacional Ernesto Cortissoz (Charters)
  - Bogotá / Aeropuerto Internacional El Dorado (Charters)
  - Maicao / Aeropuerto Jorge Isaacs (Charters)